# ميدنايت كلوب
ميدنايت كلوب (بالإنجليزية: Midnight Club؛ تعني حرفيًا "نادي منتصف الليل")‏ هي سلسلة ألعاب فيديو سباق السيارات مطورة بواسطة شركة روكستار سان دييغو منشورة بواسطة روكستار جيمز. هذه السلسلة مشابهة لسلسلة جنون منتصف المدينة وألتي طورت بواسطة ستوديوهات أنجل وهذا السباق يكون على عالم مفتوح من مدن نيويورك ولندن ولوس أنجلوس وباريس وطوكيو وسان دييغو، كاليفورنيا وأتالانتا وديترويت.